# オリンピックのサッカー競技・メダリスト一覧
オリンピックのサッカー競技・メダリスト一覧（オリンピックのサッカーきょうぎ・メダリストいちらん）は、1900年から2020年までのオリンピックサッカー競技におけるメダリストの一覧である。

## 男子
| 大会名                | 金 | 銀 | 銅 |
| --------------------- | --- | --- | --- |
| 1900 パリ             | イギリス (GBR) J・E・バリッジ クロード・バッケンハム アルフレッド・チョーク ウィリアム・ゴズリン A・ハズラム J・H・ジョーンズ ウィリアム・クアッシュ F・G・スパックマン アーサー・ターナー ジェイムス・ジーリー | フランス (FRA) ピエール・アルマーヌ ルイ・バシュ アルフレッド・ブロシュ フェルナンド・キャネル デュパルク ウジェーヌ・フレイス ヴィルジル・ゲヤール ジョルジュ・ガルニエ R・グランジャン リュシアン・ユトー マルセル・ランベール モーリス・マケーヌ ガストン・ペルティエ | ベルギー (BEL) ラウル・ケレコム エミール・スパンノーグ アルベール・デルベック エリック・トルントン ウジェーヌ・ネーフス ヘンドリク・ヴァン・ヘーケルム カミーユ・ヴァン・ホールデン ジョルジュ・ペルグラン エルネスト・モロー・ド・メラン アルフォンス・ルニエ マルセル・ルブット リュシアン・ロンド |
| 1904 セントルイス     | カナダ (CAN) ジョージ・ダッカー ジョン・フレイザー ジョン・グーリー アレクサンダー・ハル アルバート・ジョンソン ロバート・レイン アーネスト・リントン ゴードン・マクドナルド フレデリック・スティープ トム・タイラー ウィリアム・トウェイツ | アメリカ合衆国 (USA) チャールズ・バートリフ ウォーレン・ブリッティンガム オスカー・バーナード・ブロックマイヤー アレグザンダー・カドモア チャールズ・ジャニュアリー ジョン・ジャニュアリー トマス・ジャニュアリー レイモンド・ローロー ジョゼフ・ライドン ルイス・メンジェス ピーター・ラティカン | アメリカ合衆国 (USA) ジョゼフ・ブレイディ ジョージ・クック トマス・クック コーミック・コスグローヴ ディアーケス マーティン・ドゥーリング フランク・フロスト クロード・ジェイムソン ヘンリー・ジェイムソン ジョンソン オコネル ハリー・テイト |
| 1908 ロンドン         | イギリス (GBR) ホレース・ベイリー アーサー・ベリー フレデリック・チャップマン ウォルター・コーベット ハロルド・ハードマン ロバート・ホークス ケネス・ハント ハーバート・スミス ヘンリー・ステイプリー クライド・パーネル ヴィヴィアン・ウッドワード | デンマーク (DEN) ピーター・マリウス・アナセン マグヌス・ベック オドベルト・E. ビャンホルト ハラルト・ボーア チャールズ・ブフヴァルト ルドヴィ・ドレッシャー ヨハンネス・ガンディル ハーラル・ハンセン クヌード・ハンセン アウグスト・リンドグレン アイナー・ミデルボー クリスチャン・ミデルボー ニルス・ミデルボー ソフス・ニールセン オスカー・ノーランド ビョルン・ラスムッセン ヴィルヘルム・ヴォルフハーゲン                                                                                             | オランダ (NED) Reinier Beeuwkes Georges de Bruyn Kops Karel Heijting Johannes Kok Johannes de Korver Emil Mundt Louis Otten Gerard Reeman Everardus Snethlage Johannes Sol Jan Thomée Jan-Herman Welcker |
| 1912 ストックホルム   | イギリス (GBR) ロナルド・ブレブナー アーサー・ベリー トーマス・バーン ジョセフ・ダインズ エドワード・ヘンリー ゴードン・ホア アーサー・ナイト ヘンリー・リトルウォート ダグラス・マックフィルター アイヴァン・シャープ ハロルド・スタンパー ハロルド・ウォールデン ヴィヴィアン・ウッドワード エドワード・ライト | デンマーク (DEN) Paul Berth チャールズ・ブフヴァルト Svend Aage Castella Hjalmar Christoffersen ルドヴィ・ドレッシャー Axel Dyrberg ハーラル・ハンセン ソフス・ハンセン Emil Jørgensen Ivar Lykke Viggo Malmqvist ニルス・ミデルボー Christian Morville Poul Nielsen ソフス・ニールセン オスカー・ノーランド Anthon Olsen Aksel Petersen Axel Thufason ヴィルヘルム・ヴォルフハーゲン | オランダ (NED) Nicolaas Bouvy Jan Vos Caesar ten Cate Henri de Groot Jan van Breda Kolff Dirk Lotsy Johannes de Korver Nicolaas de Wolf Constant Feith David Wijnveldt Marius Göbel |
| 1920 アントワープ     | ベルギー (BEL) Jean De Bie Armand Swartenbroeks オスカル・フェルベーク Joseph Musch Emile Hanse André Fierens Louis Van Hege Henri Larnoe Mathieu Bragard Robert Coppee Désiré Bastin Félix Balyu Fernand Nisot Georges Hebdin | スペイン (ESP) リカルド・サモラ ペドロ・バリャナ・ヘアンゲナット マリアーノ・アララーテ フアン・アルトーラ アグスティン・サンチョ ラモン・エキアサバル フランシスコ・パガサウルトゥンドゥオ フェリックス・セスマーガ パトリシオ・アラボラーサ ラファエル・モレノ ドミンゴ・アセード ホセ・マリア・ベラウステ ジョゼップ・サミティエール ルイス・オテーロ ホアキン・バスケス サビーノ・ビルバオ ラモン・ヒル シルベリオ・イサキーレ                                                                           | オランダ (NED) Richard MacNeill Henri Denis Léonard Bosschart Johannes de Natris Evert Bulder Bernardus Groosjohan Jan van Dort Oscar van Rappard Herman von Heyden Adrianus Bieshaar Bernard Verweij Frederik Kuipers Hermanus Steeman Jacob Bulder |
| 1924 パリ             | ウルグアイ (URU) ホセ・アンドラーデ ペドロ・アリスペ ペドロ・カセーリャ ペドロ・セア ルイス・チアッパーラ ペドロ・エッチェゴーイェン アルフレード・ギエラ アンドレス・マサリ ホセ・ナーヤ ホセ・ナサシ ペドロ・ペトローネ アンヘル・ロマーノ ソイロ・サルドンビーデ エクトル・スカローネ パスクアル・ソンマ アルベルト・トマッシーナ アントニオ・ウルディナラン サントス・ウルディナラン フェルミン・ウリアルテ ホセ・ビダル アルフレード・J・シベチ ペドロ・シニョーネ                                                | スイス (SUI) Max Abegglen II Félix Bedouret C. Bouvier Walter Dietrich Karl Ehrenbolger Paul Fässler G. Gottenkieny J. Haag Marcel Katz Edmond Krämer Adolphe Mengotti August Oberhauser Robert Pache Aron Pollitz Hans Pulver Rudolf Ramseyer Adolphe Reymond L. Richard T. Schar Paul Schmiedlin Paul Sturzenegger Walter Weiler | スウェーデン (SWE) Axel Alfredsson Charles Brommesson Gustaf Carlson Albin Dahl Sven Friberg Karl Gustafsson Fritjof Hillén Konrad Hirsch Gunnar Holmberg Per Kaufeldt Tore Keller Rudolf Kock Sten Mellgren G. Olsson Sven Rydell Harry Sundberg Thorsten Svensson Robert Zander |
| 1928 アムステルダム   | ウルグアイ (URU) アンドレス・マサリ F・バティニャーニ ホセ・ナサシ フアン・ピリス ペドロ・アリスペ ドミンゴ・テヘラ アデマール・カナベシ アルバロ・ヘスティード ロレンソ・フェルナンデス ホセ・アンドラーデ V・バルティバス A・メローニョ サントス・ウルディナラン フアン・アレモン エクトル・スカローネ ペドロ・セア レネ・ロハス ペドロ・ペトローネ ペレグリーノアンセルモ エクトル・カストロ アントニオ・カンポロ ロベルト・フィゲロア                                                                              | アルゼンチン (ARG) オクタビオ・ディアス アンヘル・ボッシオ ルドビコ・ビドグリオ A・エルマン フェルナンド・パテルノステル L・ウェイムリェル フアン・エバリスト アンヘル・メディシ アドルフォ・スメルス サウル・カランドラ ルイス・モンティ ロドルフォ・オルランディーニ ニコラス・ペリネッティ アルフレード・カリカベリー P・オチョア エンリケ・ハインサライン マヌエル・フェレイラ ドミンゴ・タラスコーニ ロベルト・セーロ フェリシアーノ・ペルドゥッカ ライムンド・オルシ S・ゴメス                         | イタリア (ITA) エルヴィオ・バンケーロ ヴィルジリオ・レヴラット ピエトロ・パストーレ ジーノ・ロセッティ アッティリオ・フェラリス エンリコ・リヴォルタ F・ガスペリ アルフレード・ピット ピエトロ・ジェノヴェージ アントニオ・イヤンニ フルヴィオ・ベルナルディーニ シルヴィオ・ピエトロボーニ A・ヴィヴィアーノ デルフォ・ベッリーニ ウンベルト・カリガリス ヴィルジニオ・ロゼッタ ジャンピエロ・コンビ ジョヴァンニ・デ・プラ アドルフォ・バロンチエリ マリオ・マニョッツィ アンジェロ・スキアビオ ヴァレンティノ・デガーニ |
| 1932 ロサンゼルス     | オリンピック競技から除外 | オリンピック競技から除外 | オリンピック競技から除外 |
| 1936 ベルリン         | イタリア (ITA) ブルーノ・ヴェントゥリーニ アルフレード・フォーニ ピエトロ・ラーヴァ ジュゼッペ・バルド アキーレ・ピッチーニ ウーゴ・ロカテッリ アンニバーレ・フロッシ リベロ・マルキーニ ルイジ・スカラベッロ カルロ・ビアージ ジュリオ・カッペッリ セルジオ・ベルトーニ アルフォンソ・ネグロ フランチェスコ・ガブリオッティ | オーストリア (AUT) エドゥアルト・カインベルガー エルンスト・キュンツ マルティン・カルグル アントン・クレン カール・ヴァルミュラー マックス・ホフマイスター ヴァルター・ヴェルギンツ アドルフ・ラウドン クレメント・シュタインメッツ ヨセフ・キッツミュラー フランツ・フッヒスベルガー フランツ・マンドル カール・カインベルガー | ノルウェー (NOR) Henry Johansen Frederik Horn Nils Eriksen Frithjof Ulleberg Jorgen Juve Rolf Holmberg Sverre Hansen Magnar Isaksen Alf Martinsen Reidar Kvammen Arne Brustad Oivind Holmsen Odd Frantzen Magdalon Monsen |
| 1948 ロンドン         | スウェーデン (SWE) Torsten Lindberg Karl Svensson Knut Nordahl Erik Nilsson Birger Rosengren Bertil Nordahl Sune Andersson Kjell Rosen グンナー・グレン グンナー・ノルダール Henry Carlsson ニルス・リードホルム Barje Leander | ユーゴスラビア (YUG) フラニョ・ショシュタリッチ ミロスラヴ・ブロゾヴィッチ ブランコ・スタンコヴィッチ ズラトコ・チャイコヴスキ ミオドラグ・ヨヴァノヴィッチ アレクサンダル・アタナツコヴィッチ プルヴォスラヴ・ミハイロヴィッチ ライコ・ミティッチ フラニョ・ヴェルフ スティエパン・ボベク ジェリコ・チャイコヴスキ コスタ・トマシェヴィッチ リュボミル・ロヴリッチ ズヴォニミル・ツィメルマンチッチ ベルナルド・ヴカス                                                                                      | デンマーク (DEN) Knud Bastrup-Birk Hans Colberg Edvin Hansen John Hansen Jørgen W. Hansen Karl Aage Hansen Erik Kuld Jensen Ivan Jensen Ove Jensen Hans Viggo Jensen Per Knudsen Knud Lundberg Eigil Nielsen Knud Børge Overgaard Poul Petersen Axel Pilmark Johannes Pløger Carl Aage Præst Holger Seebach Erling Sørensen Jørgen Leschly Sørensen Dion Ørnvold |
| 1952 ヘルシンキ       | ハンガリー (HUN) グロシチ・ジュラ ダルノキ・イェネー ラントシュ・ミハーイ コヴァチ・イムレ ローラーント・ジュラ ボジク・ヨージェフ ブダイ・ラースロー コチシュ・シャーンドル ヒデクチ・ナーンドル プスカシュ・フェレンツ チボル・ゾルターン ブザーンスキー・イェネー ザカリアーシュ・ヨージェフ チョルダーシュ・ラヨシュ パロターシュ・ペーテル | ユーゴスラビア (YUG) ヴラディミル・ベアラ ブランコ・スタンコヴィッチ トミスラヴ・ツルンコヴィッチ ズラトコ・チャイコヴスキ イヴィツァ・ホルヴァト ヴヤディン・ボシュコヴ ティホミル・オグニャノヴ ライコ・ミティッチ ベルナルド・ヴカス スティエパン・ボベク ブランコ・ゼベツ | スウェーデン (SWE) Karl Svensson Lennart Samuelsson Erik Nilsson Holger Hansson Bengt Gustavsson Gösta Lindh Sylve Bengtsson Gösta Löfgren Ingvar Rydell Yngve Brodd Gösta Sandberg Olof Ahlund |
| 1956 メルボルン       | ソビエト連邦 (URS) レフ・ヤシン Nikolai Tishchenko Mikhail Ogonkov Aleksei Paramonov Anatoli Bashashkin イーゴリ・ネット Boris Tatushin Anatoli Isaev エドゥアルド・ストレリツォフ ワレンチン・イワノフ Vladimir Ryzhkin Boris Kuznetsov Iosif Betsa Sergei Salnikov Boris Razinsky アナトリー・マスリョンキン Anatoli Ilyin Nikita Simonyan | ユーゴスラビア (YUG) ペタル・ラデンコヴィッチ ムラデン・コシュチャク ニコラ・ラドヴィッチ イヴァン・シャンテク リュビシャ・スパイッチ ドブロサヴ・クルスティッチ ドラゴスラヴ・シェクララツ ズラトコ・パペツ サヴァ・アンティッチ トドル・ヴェセリノヴィッチ ムハメド・ムイッチ ブラゴイェ・ヴィディニッチ イブラヒム・ビオグラドリッチ ルカ・リポシノヴィッチ | ブルガリア (BUL) ゲオルギ・ナイデノフ キリル・ラカロフ ミルコ・ニコロフ ステファン・ステファノフ マノル・マノロフ ニコラ・コヴァチェフ ディミタル・ストヤノフ ゲオルギ・ニコロフ パナヨト・パナヨトフ イヴァン・コレフ クルム・ヤネフ ガヴリル・ストヤノフ ヨルダン・ヨルダノフ トドル・ディエフ |
| 1960 ローマ           | ユーゴスラビア (YUG) アンドリヤ・アンコヴィッチ ヴラディミル・ドゥルコヴィッチ ミラン・ガリッチ ファフルディン・ユスフィ トミスラヴ・クネズ ボラ・コスティッチ アレクサンダル・コズリナ ドゥシャン・マラヴィッチ ジェリコ・マトゥシュ ジェリコ・ペルシッチ ノヴァク・ロガノヴィッチ ヴェリミル・ソンボラツ ミルティン・ショシュキッチ シルヴェステル・タカチュ ブラゴイェ・ヴィディニッチ アンテ・ジャネティッチ | デンマーク (DEN) Paul Andersen John Danielsen Henning Enoksen Henry From Bent Hansen Poul Jensen Hans Nielsen Harald Nielsen Fleming Nielsen Poul Pedersen Jörn Sörensen Tommy Troelsen | ハンガリー (HUN) アルベルト・フローリアーン オロス・パール ガーボル・テレク ゲレチ・ヤーノシュ コヴァーチ・フェレンツ シャートリ・イムレ ショイモシ・エルネー ダルノキ・イェネー ドゥダーシュ・ゾルターン ドゥナイ・ヤーノシュ ノヴァーク・デジェー パール・ティボル ヴァールヒディ・パール ヴィレジャール・オスカール ファラゴー・ラーヨシュ ラーコシ・ジュラ |
| 1964 東京             | ハンガリー (HUN) イハース・カールマーン オルバーン・アールパード カトナ・シャーンドル ゲレイ・ヨージェフ コモラ・イムレ セペシ・グスターヴ セントミハーイ・アンタル チェルナイ・ティボル ノーグラーディ・フェレンツ ノヴァーク・デジェー パロタイ・カーロイ ファルカシュ・ヤーノシュ ベネ・フェレンツ ヴァルガ・ゾルターン | チェコスロバキア (TCH) ヤン・ブルモフスキー リュドヴィート・ツヴェトレル ヤン・ゲレタ フランティシェク・クネボルト カレル・クネスル カレル・リフトネーグル ヴォイテフ・マスニー シュテファン・マトラーク イヴァン・ムラーズ カレル・ネポムツキー ズデニェク・ピチマン フランティシェク・シュムツケル アントン・シュヴァイレン アントン・ウルバン フランティシェク・ヴァロシェク ヨセフ・ボイタ ヴラディミル・ヴァイス                                                                                        | 東西統一ドイツ (EUA) ゲルト・バックハウス ヴォルフガング・バルテルス ベルント・バウフシュピース ゲルハルト・ケルナー オットー・フレースドルフ ヘニング・フレンツェル ディーター・エンゲルハールト ヘルベルト・パンカウ マンフレート・ガイスラー ユルゲン・ハインシュ クラウス・リジーヴィッツ ユルゲン・ネルドナー ペーター・ロック クラウス＝ディーター・ジーハウス ヘルマン・シュテッカー ヴェルナー・ウンゲアー クラウス・ウルバンツィク エベルハルト・フォーゲル マンフレート・ヴァルター ホルスト・ヴァイガング       |
| 1968 メキシコシティ   | ハンガリー (HUN) バーシュティ・イシュトヴァーン ドゥナイ・アンタル ドゥナイ・ラヨシュ ノシュコー・エルネ ノヴァーク・デジェー ファテール・カーロイ ファゼカシュ・ラースロー ユハース・イシュトヴァーン ケグロヴィチ・ラースロー コチシュ・ラヨシュ メンツェル・イヴァーン ナジ・ラースロー パーンチチ・ミクローシュ シャールケジ・イシュトヴァーン スーチ・ラヨシュ サルカ・ゾルターン サライ・ミクローシュ シャールケジ・ガーボル                                                                                     | ブルガリア (BUL) ストヤン・ヨルダノフ アタナス・ゲロフ ゲオルギ・フリスタキエフ ミルコ・ガイダルスキ キリル・イヴコフ イヴァイロ・ゲオルギエフ ツヴェタン・ディミトロフ エヴゲニ・ヤンコヴスキ ペータル・ジェコフ アタナス・フリストフ アスパルフ・ドネフ キリル・フリストフ ゲオルギ・イヴァノフ トドル・ニコロフ ヤンコ・ディミトロフ イヴァン・ザフィロフ ミハイル・ギョニン ゲオルギ・ヴァシレフ | 日本 (JPN) 横山謙三 片山洋 宮本征勝 山口芳忠 鎌田光夫 鈴木良三 富沢清司 森孝慈 小城得達 湯口栄蔵 八重樫茂生 宮本輝紀 渡辺正 桑原楽之 釜本邦茂 松本育夫 杉山隆一 浜崎昌弘 |
| 1972 ミュンヘン       | ポーランド (POL) フベルト・コストカ ズビグニェフ・グト イェジィ・ゴルゴン ジグムント・アンチョク レスワフ・チミキエヴィツ ジグムント・マシュチク イェジィ・クラシュカ カジミエシュ・デイナ ジグフリト・ショウティシク ヴォジミエシュ・ルバンスキ ロベルト・ガドーハ リシャルト・シマチャク アントニ・シマノフスキ ヨアヒム・マルクス グジェゴシ・ラトー マリアン・オスタフィンスキ カジミエシュ・カミェチク | ハンガリー (HUN) ゲーチ・イシュトヴァーン ヴェーピ・ペーテル パーンチチ・ミクローシュ ユハース・ペーテル スーチ・ラヨシュ コズマ・ミハーイ ドゥナイ・アンタル キュー・ラヨシュ ヴァーラディ・ベーラ ドゥナイ・エデ バーリント・ラースロー コチシュ・ラヨシュ トート・カールマーン ブラニコヴィチ・ラースロー コヴァーチ・ヨージェフ ヴィダーツ・チャバ ロテルメル・アーダーム | ソビエト連邦 (URS) オレグ・ブロヒン ムルタズ・フルツィラヴァ ユーリィ・イストミン ヴォロディーミル・カプリチニー ヴィクトル・コロトフ エフゲニー・ロフチェフ セルゲイ・オルシャンスキー イェウヘン・ルダコフ ヴャチェスラフ・セメノフ ゲンナディ・イェフリュジヒン ホヴハンネス・ザナザニャン アンドレイ・ヤクビク アルカディ・アンドレアシャン レヴァズ・ジョジュアシヴィリ ヨジェフ・サボ ユーリィ・イェリセエフ ウラジーミル・オニシュチェンコ アナトーリ・ククソフ ヴォロディーミル・ピルグイ                          |
| 1972 ミュンヘン       | ポーランド (POL) フベルト・コストカ ズビグニェフ・グト イェジィ・ゴルゴン ジグムント・アンチョク レスワフ・チミキエヴィツ ジグムント・マシュチク イェジィ・クラシュカ カジミエシュ・デイナ ジグフリト・ショウティシク ヴォジミエシュ・ルバンスキ ロベルト・ガドーハ リシャルト・シマチャク アントニ・シマノフスキ ヨアヒム・マルクス グジェゴシ・ラトー マリアン・オスタフィンスキ カジミエシュ・カミェチク | ハンガリー (HUN) ゲーチ・イシュトヴァーン ヴェーピ・ペーテル パーンチチ・ミクローシュ ユハース・ペーテル スーチ・ラヨシュ コズマ・ミハーイ ドゥナイ・アンタル キュー・ラヨシュ ヴァーラディ・ベーラ ドゥナイ・エデ バーリント・ラースロー コチシュ・ラヨシュ トート・カールマーン ブラニコヴィチ・ラースロー コヴァーチ・ヨージェフ ヴィダーツ・チャバ ロテルメル・アーダーム | 東ドイツ (GDR) ユルゲン・クロイ マンフレート・ツァプ コンラート・ヴァイゼ ベルント・ブランシュ ユルゲン・ポマーエンケ ユルゲン・シュパールヴァッサー ハンス＝ユルゲン・クライシェ ヨアヒム・シュトライヒ ヴォルフガング・セグイン ペーター・デュッケ フランク・ガンツェラ ローター・クルヴュヴァイト エベルハルト・フォーゲル ハラルト・イレムシャー ラルフ・シュレンベルク ラインハルト・ヘフナー ジークマール・ヴェーツリッヒ                                                                                            |
| 1976 モントリオール   | 東ドイツ (GDR) ハンス＝ウルリッヒ・グラーペンティン ヴィルフリート・グレブナー ユルゲン・クロイ ヘルト・ヴェーバー ハンス＝ユルゲン・デルナー コンラート・ヴァイゼ ローター・クルヴュヴァイト ラインハルト・ラウク ゲルト・ハイドラー ラインハルト・ヘフナー ハンス＝ユルゲン・リーディガー ベルント・ブランシュ マルティン・ホフマン ヘルト・キッシュ ヴォルフラム・レーヴェ ハルトムート・シャーデ ディーター・リーデル                                                                                              | ポーランド (POL) ヤン・トマシェフスキ ピオトル・モウリク アントニ・シマノフスキ イェジィ・ゴルゴン ヴォイチェフ・ルディ ヴワディスワフ・ジュムダ ジグムント・マシュチク グジェゴシ・ラトー ヘンリク・ヴァウロフスキ ヘンリク・カスペルチャク ロマン・オガザ カジミエシュ・クミェチク カジミエシュ・デイナ アンジェイ・シャルマフ ヘンリク・ヴィエチョレク レスワフ・チミキエヴィツ ヤン・ベニギェル | ソビエト連邦 (URS) ウラジーミル・アスタポフスキー アナトーリ・コニコフ ヴィクトル・マトヴィイェンコ ミハイロ・フォメンコ ステーファン・レシュコ ヴォロディーミル・トロシュキン ダヴィド・キピアーニ ウラジーミル・オニシュチェンコ ヴィクトル・コロトフ ヴォロディーミル・ヴェレメイェフ オレグ・ブロヒン レオニード・ブリャク ウラジーミル・フョードロフ アレクサンドル・ミナエフ ヴィクトル・ズヴャヒンツェフ レオニード・ナザレンコ アレクサンドル・プロホロフ                                                          |
| 1980 モスクワ         | チェコスロバキア (TCH) スタニスラフ・セマン ルデク・マツェラ ヨセフ・マズラ リボル・ラディメツ ズデニェク・リゲル ペトル・ネメツ ラディスラフ・ヴィーゼク ヤン・ベルゲル インドジフ・スヴォボダ ルボミール・ポクルンダ ヴェルネル・リチュカ ロスティスラフ・ヴァーツラシーチェク ヤロスラフ・ネトリチカ オルドジフ・ロット ズデネク・シュレイネル フランティシェク・シュタンバフル ランティシェク・クンゾ | 東ドイツ (GDR) ボド・ルドヴァーライト アルトゥール・ウルリッヒ ローター・ハウゼ フランク・ウーリク フランク・バウム ルディガー・シュヌップハーゼ フランク・テルレツキ ヴォルフガング・シュタインバッハ ユルゲン・バーリンガー ヴェルナー・ペーター ディーター・クーン ノルベルト・トリエロフ マティアス・メラー マティアス・リーベルス ベルント・ヤクボフスキ ヴォルフ＝ルディガー・ネルツ | ソビエト連邦 (URS) リナト・ダサエフ テンギズ・スラクヴェリジェ アレクサンドル・チヴァーゼ ヴァギズ・ヒジャトゥーリン オレグ・ロマンツェフ セルゲイ・シャフロ セルゲイ・アンドレエフ ウラジーミル・ベスソノフ ユーリ・ガヴリロフ フョードル・チェレンコフ ヴァレリー・ガザエフ ウラジミール・ピルグイ セルゲイ・バルターチャ セルゲイ・ニクリン コレン・オガネシャン アレクサンドル・プロコペンコ レバズ・チェレバゼ |
| 1984 ロサンゼルス     | フランス (FRA) ウィリアン・アヤシュ ミシェル・バンスーサン ミシェル・ビバール ドミニク・ビジョタ フランソワ・ブリッソン パトリック・キュベイン パトリス・ガランド フィリップ・ジャノル ギー・ラコンブ ジャン＝クロード・ルムー ジャン・フィリップ・ロー アルベール・リュス ディディエ・スナック ジャン・クリストフ・トゥーヴェネル ジョゼ・トゥーレ ダニエル･クシュエルブ ジャン・ルイ・ザノン | ブラジル (BRA) ピンガ ダヴィド・コルテズ・シウバ ミルトン・ダ・クルス ルイス・エンリケ・ディアス アンドレ・ルイス・フェレイラ マウロ・ガウボン アントニオ・ジョゼ・ジウ ジョアン・レイエアルト・ネト ジウマール・ポポカ シウヴィオ・パイーヴァ ジルマール アデミール パウロ・サントス ホナウド・シウヴァ ドゥンガ フランシスコ・ビダル ルイス・カルロス・ヴィンク | ユーゴスラビア (YUG) ミルサド・バリッチ メフメド・バジダレヴィッチ ヴラド・チャプリッチ ボリスラヴ・ツヴェトコヴィッチ スティエパン・デヴェリッチ ミルコ・ジュロヴスキー マルコ・エルスネル ネナド・グラチャン トミスラヴ・イヴコヴィッチ スレチコ・カタネッツ ブランコ・ミリュシュ ミタル・ムルケラ ヨヴィツァ・ニコリッチ イヴァン・プダル リュボミル・ラダノヴィッチ アドミル・スマイッチ ドラガン・ストイコビッチ |
| 1988 ソウル           | ソビエト連邦 (URS) ドミトリー・ハーリン ゲラ・ケタシュヴィリ イーゴリ・スキヤロフ アレクセイ・チェレドニク アルヴィダス・ヤノニス ヴァディム・ティシュチェンコ イェヴゲニ・クズネツォフ イーゴリ・ポノマレフ アレクサンドル・ボロデュク イーゴリ・ドブロヴォルスキー ウラジーミル・リューティ イェヴゲニ・ヤロヴェンコ セルゲイ・フォキン ウラジーミル・タタルチュク アレクセイ・ミハイリチェンコ アレクセイ・プルドニコフ ヴィクトル・ロセフ セルゲイ・ゴルルコヴィチ ユーリ・サヴィチェフ アルミナス・ナルベコヴァス | ブラジル (BRA) タファレル アラウージョ ジョルジーニョ ヴィンク アンドレ・クルス ジョアン・サントス・バティスタ アデミール マジーニョ エジマール アンドラーデ カレカ ミウトン・デ・ソウザ・フィーリョ ジェオヴァニ・シウヴァ ネト ジョアン・パウロ ベベット アロイージオ ロマーリオ | 西ドイツ (FRG) オリヴァー・レック ミヒャエル・シュルツ アルミイン・ゲルツ ヴォルフガング・フンケル トーマス・ヘルスター オラフ・ヤンセン ルドルフ・ボマー ホルガー・ファッフ ユルゲン・クリンスマン ヴォルトラム・ヴットケ フランク・ミル ウーヴェ・カンプス ローラント・グラハマー トーマス・ヘスラー クリスティアン・シュレイアー フリッツ・ヴァルター ラルフ・ジーフェルス ゲルハルト・クレッピンガー カール＝ハインツ・リードレ グンナー・ザウアー                                                                     |
| 1992 バルセロナ       | スペイン (ESP) ホセ・エミリオ・アマビスカ ラファエル・バージェス サンティアゴ・カニサレス アベラルド アルベルト・フェレール ジョゼップ・グアルディオラ ミゲル・サンチェス アントニオ・ヒメネス・シスタック ミケル・ラサ フアン・マヌエル・ロペス ハビエル・マンハリン ルイス・エンリケ キコ アルフォンソ アントニオ・ピニージャ フランシスコ・ソレール・アテンシア ガブリエル・ビダル ロベルト・ソロサバル ダビド・ビジャノーバ フランシスコ・ベサ                                                                     | ポーランド (POL) ダリウシュ・アダムチュク マレク・バヨル イェジ・ブジェンチェク マレク・コズミンスキ ダリウシュ・ギェンシオル マルツィン・ヤウォハ トマシュ・ワピンスキ トマシュ・ヴァウドフ アレクサンデル・クワク アンジェイ・コビランスキ リシャルト・スタニエク ヴォイチェフ・コヴァルチク アンジェイ・ユスコヴィアク グジェゴシュ・ミェルカルスキ ピオトル・シビエルチェフスキ ミロスワフ・ヴァリグラ ダリウシュ・コセワ アルカディウシュ・オニシュコ ダリウシュ・シュベルト トマシュ・ヴィエシュチツキ | ガーナ (GHA) ヨアヒム・ヤウ・アケアポン サイモン・アッド サミー・アデイ マックスウェル・コナドゥ マムゥード・アマドゥ アイザック・アサレ フランク・アマンクワー ニイ・ランプティ ベルナルド・アルイェー クワメ・アユー モハメド・ガルゴ モハメド・ドラマニ・カリリュー イブラヒム・ドッシー サミュエル・クフォー アブラデ・クマー アンソニー・メンサー アレックス・ニャルコ ヤウ・プレコ シャモ・クアイェ オリ・ラーマン                                                                                                   |
| 1996 アトランタ       | ナイジェリア (NGR) ダニエル・アモカチ エマニュエル・アムニケ ティジャニ・ババンギダ セレスティン・ババヤロ エマニュエル・ババヤロ テスリム・ファトゥシ ヴィクター・イクペバ ドス・ジョセフ ヌワンコ・カヌ ガルバ・ラワル アビオドン・オバフェミ キングスレイ・オビエク ウチェ・オケチュク ジェイジェイ・オコチャ サンデー・オリセー モビ・オパラク ウィルソン・オルマ タリボ・ウェスト | アルゼンチン (ARG) マティアス・アルメイダ ロベルト・アジャラ クリスティアン・バセダス カルロス・ボッシオ パブロ・カバジェロ ホセ・チャモ エルナン・クレスポ マルセロ・デルガド マルセロ・ガジャルド クラウディオ・ロペス グスタボ・ロペス ウーゴ・モラレス アリエル・オルテガ パブロ・パス エクトル・ピネダ ロベルト・センシーニ ディエゴ・シメオネ ハビエル・サネッティ | ブラジル (BRA) ジーダ ゼ・マリア アウダイール ロナウド フラビオ・コンセイソン ロベルト・カルロス ベベット アマラウ ジュニーニョ リバウド サヴィオ ダンルレイ ナルシーゾ アンドレ・ルイス・モレイラ ゼ・エリアス マルセリーニョ・パウリスタ ルイゾン ロナウド・ギアロ |
| 2000 シドニー         | カメルーン (CMR) ダニエル・ベコノ アルベール・メヨン・ゼ ピエール・ウォメ セルジュ・ミムポ パトリス・アバンダ クレメント・ボー ニコラ・アルヌジ ジェレミ・ヌジタップ サミュエル・エトー パトリック・エムボマ ダニエル・ヌゴム・コメ ローレン・エタメ・マイヤー アーロン・エンギムバ パトリック・スッフォ ジョエル・エパレ モデスト・エムバミ セルジュ・ブランコ イドリス・カルロス・カメニ | スペイン (ESP) ダビド・アルベルダ イバン・アマジャ ミゲル・アンヘル・アングロ ダニエル・アランスビア ジョアン・カプデビラ ジョルディ・フェロン ガブリ シャビ・エルナンデス ヘスス・マリア・ラクルス アルベルト・ルケ カルロス・マルチェナ フェリペ・オルティス カルレス・プジョル ホセ・マリ イスマエル・ルイス ラウール・タムード アントニオ・ベラマサン ウナイ・ベルガラ | チリ (CHI) ペドロ・レイエス ネルソン・タピア イバン・サモラーノ ハビエル・ディ・グレゴリオ クリスティアン・アンドレス・アルバレス フランシスコ・アルーエ パブロ・コントレラス セバスチャン・ゴンサレス ダビド・エンリケス マヌエル・イバラ クラウディオ・マルドナー レイナルド・ナビア ロドリゴ・ヌニェス ラファエル・オラーラ パトリシオ・オルマサバル ダビド・ピサーロ ロドリゴ・テージョ マウリシオ・ロハス |
| 2004 アテネ           | アルゼンチン (ARG) ヘルマン・ルクス ウィリー・カバジェロ ロベルト・アジャラ ファブリシオ・コロッチーニ ガブリエル・エインセ クレメンテ・ロドリゲス レアンドロ・フェルナンデス ハビエル・マスチェラーノ キリ・ゴンサレス アンドレス・ダレッサンドロ ルイス・ゴンサレス ニコラス・メディーナ セサル・デルガド カルロス・テベス マウロ・ロサレス ハビエル・サビオラ マリアーノ・ゴンサレス ルシアーノ・フィゲロア | パラグアイ (PAR) ロドリゴ・ロメロ エミリオ・マルティネス フリオ・マンスル カルロス・ガマーラ ホセ・デバカ セルソ・エスキバル ペドロ・ヒメネス エドガル・バレット フレディ・バレイロ ディエゴ・フィゲレード アウレリアーノ・トーレス ペドロ・ベニーテス フリオ・セサル・エンシーソ フリオ・ゴンサレス エルネスト・クリスタルド オズワルド・ディアス ホセ・カルドソ ディエゴ・バレット | イタリア (ITA) イバン・ペリッツォーリ マルコ・アメリア エミリアーノ・モレッティ マッテオ・フェラーリ アンドレア・バルツァッリ チェーザレ・ボヴォ ジョルジョ・キエッリーニ ダニエレ・ボネーラ ジャンピエロ・ピンツィ アンジェロ・パロンボ アンドレア・ピルロ ダニエレ・デ・ロッシ マルコ・ドナデル アルベルト・ジラルディーノ シモーネ・デル・ネロ ジュゼッペ・スクッリ アンドレア・ガスバッローニ ジャンドメニコ・メスト                                                                                                   |
| 2008 北京             | アルゼンチン (ARG) オスカル・ウスタリ エセキエル・ガライ ルシアーノ・モンソン パブロ・サバレタ フェルナンド・ガゴ フェデリコ・ファシオ ホセ・エルネスト・ソサ エベル・バネガ エセキエル・ラベッシ フアン・ロマン・リケルメ アンヘル・ディ・マリア ニコラス・パレハ ラウタロ・アコスタ ハビエル・マスチェラーノ リオネル・メッシ セルヒオ・アグエロ ディエゴ・ブオナノッテ セルヒオ・ロメロ ニコラス・ナバーロ | ナイジェリア (NGR) アンブルーズ・ヴァンゼキン チブゾー・オコンクォ オニェカチ・アパム デレ・アデレエ マンデー・ジェームズ チネドゥ・オバシ・オグブケ サニ・カイタ ビクトル・オビンナ アイザック・プロミス ソロモン・オコロンコ オルワフェミ・アジロア オルバヨ・アデフェミ ピーター・オデムウィンギー エフェ・アンブローズ ヴィクター・アニチェベ エマニュエル・エクポ イケチュク・エゼンワ オラダポ・オルフェミ                                                                                             | ブラジル (BRA) ジエゴ・アウヴェス ラフィーニャ アレックス・シウバ チアゴ・シウバ エルナネス マルセロ アンデルソン ルーカス パト ロナウジーニョ ラミレス レナン イウシーニョ ブレーノ ジエゴ チアゴ・ネーヴィス ソビス ジョー |
| 2012 ロンドン         | メキシコ (MEX) ホセ・コロナ イスラエル・ヒメネス カルロス・サルシド イラム・ミエル ダルビン・チャベス エクトル・エレーラ ハビエル・コルテス マルコ・ファビアン オリベ・ペラルタ ジョバニ・ドス・サントス ハビエル・アキノ ラウル・ヒメネス ディエゴ・レジェス ホルヘ・エンリケス ネストル・ビドリオ ミゲル・アンヘル・ポンセ ネストル・アラウホ ホセ・アントニオ・ロドリゲス | ブラジル (BRA) ガブリエウ ラファエウ チアゴ・シウバ フアン・ジェズス サンドロ マルセロ ルーカス ロムロ レアンドロ・ダミアン オスカル ネイマール フッキ ブルーノ・ウビニ ダニーロ アレックス・サンドロ ガンソ アレシャンドレ・パト ネト | 韓国 (KOR) 鄭成龍 呉宰碩 尹錫榮 金英權 金基熙 奇誠庸 金甫炅 白星東 池東沅 朴主永 南泰煕 黄錫鎬 具滋哲 金昌洙 朴鍾佑 鄭又榮 金賢聖 李範永 |
| 2016 リオデジャネイロ | ブラジル (BRA) ヴェヴェルトン ゼカ ロドリゴ・カイオ マルキーニョス レナト・アウグスト ドウグラス・サントス ルアン ラフィーニャ ガブリエウ ネイマール ガブリエル・ジェズス ワラシ ウィリアム ルアン・ガルシア ロドリゴ・ドゥラード チアゴ・マイア フェリペ・アンデルソン ウイルソン | ドイツ (GER) ティモ・ホルン ジェレミー・トリアン ルーカス・クロスターマン マティアス・ギンター ニクラス・ジューレ スヴェン・ベンダー マックス・マイヤー ラース・ベンダー ダヴィー・ゼルケ レオン・ゴレツカ ユリアン・ブラント ヤニック・フート フィリップ・マックス ロベルト・バウアー マックス・クリスティアンゼン グリシャ・プレメル セルジュ・ニャブリ ニルス・ペーターゼン エリック・エルシュレーゲル | ナイジェリア (NGR) ダニエル・アクペイ セス・ムエンフー キングスレイ・マドゥ アブドゥラヒ・シェフ サタデー・エリムヤ ウィリアム・トロースト＝エコング アミヌ・ウマル オゲネカロ・エテボ イモー・エゼキエル ジョン・ミケル・オビ ジュニオール・アジャイ サリウ・ポプーラ・ソディク ウマル・サディク アズバイケ・オケチュクゥ ヌディフレケ・ウド スタンリー・アムジー ムハンマド・ウスマン エマニュエル・ダニエル |
| 2020 東京             | ブラジル (BRA) サントス ガブリエウ・メニーノ ジエゴ・カルロス リカルド・グラッサ ドウグラス・ルイス ギリェルミ・アラーナ パウリーニョ ブルーノ・ギマランイス マテウス・クーニャ リシャルリソン アントニー ブレンノ ダニ・アウベス ブルーノ・フックス ニーノ アブネル マウコム マテウス・エンリキ レイニエル クラウジーニョ ガブリエウ・マルティネリ ルカン | スペイン (ESP) ウナイ・シモン オスカル・ミンゲサ マルク・ククレジャ パウ・トーレス ヘスス・バジェホ マルティン・スビメンディ マルコ・アセンシオ ミケル・メリーノ ラファ・ミル ダニ・セバージョス ミケル・オヤルサバル エリック・ガルシア アルバロ・フェルナンデス カルロス・ソレール ホン・モンカヨラ ペドリ ハビ・プアド オスカル・ヒル ダニ・オルモ フアン・ミランダ ブライアン・ヒル イバン・ビジャール                                                                                                   | メキシコ (MEX) ルイス・マラゴン ホルヘ・サンチェス セサル・モンテス ヘスス・アングロ ホアン・バスケス ブラディミル・ロローニャ ルイス・ロモ カルロス・ロドリゲス エンリ・マルティン ディエゴ・ライネス アレクシス・ベガ アドリアン・モラ ギジェルモ・オチョア エリック・アギーレ ウリエル・アントゥナ ホアキン・エスキベル セバスティアン・コルドバ エドゥアルド・アギーレ リカルド・アングロ フェルナンド・ベルトラン ロベルト・アルバラード セバスティアン・フラド                                                       |

## 女子
| 大会名                | 金 | 銀 | 銅 |
| --------------------- | --- | --- | --- |
| 1996 アトランタ       | アメリカ合衆国 (USA) メアリー・ハーヴェイ シンディ・パーロウ カーラ・オーヴァベック ティファニー・ロバーツ ブランディ・チャスティン ステイシー・ウィルソン シャノン・マクミラン ミア・ハム ミシェル・エイカーズ ジュリー・フォウディ カリン・ギャバラ クリスティン・リリー ジョイ・フォーセット ティーシャ・ヴェンチュリーニ ティファニー・ミルブレット ブリアーナ・スカリー                                                                                           | 中国 (CHN) 鐘紅蓮 王麗萍 范運傑 於紅旗 謝慧琳 趙利紅 韋海英 水慶霞 孫雯 劉愛玲 孫慶梅 温莉蓉 劉英 陳玉鳳 施桂紅 高紅 | ノルウェー (NOR) ベンテ・ノルドビー アグネッテ・カールセン グロ・エスペセト ニーナ・ニーマルク・アンデルセン メレーテ・ミークレブスト ヘーゲ・リーセ アンネ・ニーマルク・アンデルセン ヘイディ・ストーレ マリアンネ・ペテルセン リンダ・メダレン ブリート・サンダウネ キェルスティ・トゥーン ティナ・スヴェンション トーネ・ハウゲン トリーネ・タンゲラース アン・クリステン・アーロネス トーネ・グン・フルストル レイドゥン・セート イングリッド・ステルンホフ |
| 2000 シドニー         | ノルウェー (NOR) グロ・エスペセト ベンテ・ノルドビー マリアンネ・ペテルセン ヘーゲ・リーセ クリスティン・ベッケヴォルド ラグンヒルド・グルブランドセン ソルヴェイグ・グルブランドセン マルグン・ハウゲネス インゲボルグ・ホヴランド クリスティーネ・ボーエ・イェンセン シーリェ・ヨルゲンセン モニカ・クヌードセン ゴーリル・クリンゲン ウンニ・レーン ダグニー・メルグレン アニータ・ラップ ブリート・サンダウネ ベンテ・クヴィトランド                               | アメリカ合衆国 (USA) ブランディ・チャスティン ジョイ・フォーセット ジュリー・ フォウディ ミア・ハム クリスティン・リリー ティファニー・ミルブレット カーラ・オーヴァベック シンディ・パーロウ ブリアーナ・スカリー ロリー・フェア ミッシェル・フレンチ シャノン・マクミラン シリ・マリニックス クリスティー・ピアース ニッキー・サーレンガ ダニエル・スラトン ケイト・ソブレロ サラ・ウォーレン                                                                                        | ドイツ (GER) アリアーネ・ヒングスト メラニー・ホフマン ステフィー・ジョーンズ レナーテ・リンゴル マレン・マイネルト ザンドラ・ミンネルト クラウディア・ミュラー ビルギット・プリンツ ジルケ・ロッテンベルク ケルスティン・シュテーゲマン ベッティーナ・ヴィーグマン ティナ・ヴンデルリッヒ ニコーレ・ブランデブーゼメイヤー ナディーネ・アンゲラー ドリス・フィッシェン イェアネッテ・ゲッテ シュテファニー・ゴッシュリッヒ インカ・グリングズ                  |
| 2004 アテネ           | アメリカ合衆国 (USA) ブリアーナ・スカリー ヘザー・ミッツ クリスティー・ランポーン キャット・レディック リンゼイ・タープリー ブランディ・チャスティン シャノン・ボックス アンジェラ・ハックルズ ミア・ハム アリー・ワグナー ジュリー・ フォウディ シンディ・パーロウ クリスティン・リリー ジョイ・フォーセット ケイト・マークグラフ アビー・ワンバック ヘザー・オライリー クリスティン・ラッケンビル                                                                    | ブラジル (BRA) アンドレイア マラヴィーラ モニカ タニア ジュリアナ ダニエラ ロサナ レナタ・コスタ アリーニ フォルミガ エライーニ マイコン プレチーニャ マルタ クリスチアニ ロセリ ダイアーニ グラジエーリ | ドイツ (GER) ジルケ・ロッテンベルク ケルシュティン・シュテーゲマン ケルシュティン・ガーレフレケス シュテフィ・ヨーネス サラ・ギュンター フィオラ・オデブレヒト ピア・ヴンデルリッヒ ペトラ・ヴィンベルスキ ビルギット・プリンツ レナーテ・リンゴル マルティナ・ミュラー ナフィーナ・オミラデ ザンドラ・ミンネルト イザベル・バホール ゾーニャ・フス コニー・ポーラーズ アリアーネ・ヒングスト ナディネ・アンゲラー                                              |
| 2008 北京             | アメリカ合衆国 (USA) ホープ・ソロ ヘザー・ミッツ クリスティ・ランポーン レイチェル・ビューラー リンジー・タープリー ナターシャ・カイ シャノン・ボックス エイミー・ロドリゲス ヘザー・オライリー アリー・ワグナー カーリー・ロイド ローレン・チェニー トビン・ヒース ステファニー・コックス ケイト・マークグラフ アンジェラ・ハックルズ ロリ・チャラプニー ニコル・バーンハート                                                                                         | ブラジル (BRA) アンドレイア シモーニ アンドレイア・ロサ タニア レナタ・コスタ マイコン ダニエラ フォルミガ エステル マルタ クリスチアニ バルバラ フランシエリ プレチーニャ ファビアナ エリカ マウリーニ ロサナ | ドイツ (GER) ナディネ・アンゲラー ケルシュティン・シュテーゲマン ザスキア・バルトゥジアク バベット・ペーター アニーケ・クラーン リンダ・ブレゾニク メラニー・ベーリンガー ザンドラ・スミゼク ビルギット・プリンツ レナーテ・リンゴル アーニャ・ミッターク ウルズラ・ホール セリア・オコイノ・ダ・ムバビ ジモーネ・ラウデール ファトミレ・バイラマイ コニー・ポーラーズ アリアーネ・ヒングスト ケルシュティン・ガーレフレケス                                    |
| 2012 ロンドン         | アメリカ合衆国 (USA) ホープ・ソロ ヘザー・ミッツ クリスティ・ランポーン ベッキー・サウアーブラン ケリー・オハラ エイミー・レペイルベット シャノン・ボックス エイミー・ロドリゲス ヘザー・オライリー カーリー・ロイド シドニー・ルルー ローレン・チェニー アレックス・モーガン アビー・ワンバック ミーガン・ラピノー レイチェル・ビューラー トビン・ヒース ニコル・バーンハート                                                                                         | 日本 (JPN) 福元美穂 近賀ゆかり 岩清水梓 熊谷紗希 鮫島彩 阪口夢穂 安藤梢 宮間あや 川澄奈穂美 澤穂希 大野忍 矢野喬子 丸山桂里奈 田中明日菜 高瀬愛実 岩渕真奈 大儀見優季 海堀あゆみ | カナダ (CAN) カリーナ・ルブラン エミリー・ザラー チェルシー・スチュワート カーメリーナ・モスカート ロビン・ゲール ケイリン・カイル リアン・ウィルキンソン ダイアナ・マシソン キャンディス・チャップマン ローレン・セッセルマン デジレ・スコット クリスティン・シンクレア ソフィー・シュミット メリッサ・タンクレディ ケリー・パーカー ジョネル・フィリーニョ ブリタニー・ティムコ エリン・マクロード メラニー・ブース マリー＝エーヴ・ノールト                  |
| 2016 リオデジャネイロ | ドイツ (GER) アルムト・シュルト ヨゼフィーネ・ヘニング ザスキア・バルトゥジアク レオニー・マイヤー アニーケ・クラーン ジモーネ・ラウデール メラニー・ベーリンガー レナ・ゲースリンク アレクサンドラ・ポップ ジェニファー・マロジャン アーニャ・ミッターク タベア・ケンメ サラ・デブリッツ バベット・ペーター マンディ・イスラッカー メラニー・ロイポルツ イザベル・ケルショフスキー ラウラ・ベンカルト スベンヤ・フート                                                | スウェーデン (SWE) ヨンナ・アンデション エミリア・アペルクヴィスト コソヴァレ・アスラニ エマ・ベリルンド スティナ・ブラクステニウス ヒルダ・カーレン リサ・ダールクヴィスト マグダレーナ・エリクソン ニラ・フィッシャー パウリーネ・ハマルンド ソフィア・ヤコブソン ヘドヴィグ・リンダール フリドリナ・ロルフォ エリン・ルベンソン イェシカ・サムエルソン ロッタ・シェリン カロリーネ・セゲル リンダ・センブラント オリヴィア・ヒョウグ                                                | カナダ (CAN) ステファニー・ラベー アライシャ・チャップマン カダイシャ・ブキャナン シェリナ・ザドルスキー レベッカ・クイン ディアン・ローズ リアン・ウィルキンソン ダイアナ・マセソン ジョゼ・ベランジェ アシュリー・ローレンス デジレ・スコット クリスティン・シンクレア ソフィー・シュミット メリッサ・タンクレディ ニシェル・プリンス ジャニーン・ベッキー ジェシー・フレミング サブリナ・ダンジェロ                                                          |
| 2020 東京             | カナダ (CAN) ステファニ・ラベ アリーシャ・チャプマン カデイシャ・ブキャナン シェリナ・ザドースキー レベッカ・クイン ディアン・ローズ ジュリア・グロッソ ジェード・リビエール アドリアナ・レオン アシュリー・ローレンス デジリー・スコット クリスティン・シンクレア エブリーヌ・ビアン バネッサ・ジル ニシェル・プリンス ジャニン・ベッキー ジェシー・フレミング ケイレン・シェリダン ジョーディン・ハイテマ ソフィー・シュミット ガブリエル・カルル エリン・マクレオド | スウェーデン (SWE) ヘドビグ・リンダール ヨンナ・アンデション エマ・チュルベリ ハンナ・グラス ハンナ・ベニソン マグダレナ・エリクソン マデレン・ヤノユ リナ・フルティグ コソバレ・アスラニ ソフィア・ヤコブソン スティナ・ブラクステニウス イェニフェル・ファルク アマンダ・イレステト ナタリー・ビョルン オリビア・スクーグ フィリッパ・アンイェルダール カロリーネ・セーゲル フリドリナ・ロルフォ アンナ・アンベゴールト ユリア・ロダル レベッカ・ブロムクビスト ゼチラ・ムショビッチ | アメリカ合衆国 (USA) アリッサ・ネイハー クリスタル・ダン サマンサ・ミュイス ベッキー・サワーブラン ケリー・オハラ クリスティ・ミュイス トビン・ヒース ジュリー・アーツ リンジー・ホーラン カーリー・ロイド クリステン・プレス ティアーナ・デービッドソン アレックス・モーガン エミリー・ソネット ミーガン・ラピノー ローズ・ラベル アビー・ダールケンパー アドリアナ・フランチ カタリナ・マカリオ ケーシー・クルーガー リン・ウィリアムズ ジェーン・キャンベル  |